# 노동건
노동건(盧東健, 1991년 10월 4일 ~ )은 대한민국의 축구 선수로, 포지션은 골키퍼이다. 현재 K리그2 서울 이랜드 소속이다.

## 유스팀 경력
신일초등학교에서 축구를 시작해 천호중학교를 거쳐 통진고등학교와 고려대학교를 졸업했다.

## 클럽 경력

### 입단 초창기
2014년 대학교를 졸업하고 자유계약으로 수원 삼성 블루윙즈에 입단했으나, 정성룡의 벽에 가로막혀 한 동안 출전하지 못했다. 5월 23일에는 국가대표로 차출된 정성룡을 대신하여 박지성의 은퇴 기념 친선경기에 선발 출전하기도 하였다. 월드컵 휴식기가 끝난 후 7월 5일 리그 13라운드 경남과의 홈경기(0:0)에서 데뷔했다. 4일 뒤 9일 펼쳐진 리그 14라운드에도 아직 회복이 덜 된 정성룡 대신 선발 출전하여 울산을 상대로 승리를 이끌었다.

### 2015 시즌
시즌 시작 직전 정성룡의 무릎 부상으로 4월 말까지 꾸준히 선발로 기용됐다. 그 후 정성룡은 복귀했지만 몸 상태가 온전치 않아 8월까지 번갈아 골키퍼 장갑을 꼈다. 그러나 9월부터는 주전 자리를 밀려 벤치를 지켰다. 나름 선방도 기록하였지만, 좋지 않은 킥력에 대한 보완이 필요하다는 평가 또한 받았다.

### 2016 시즌
4월 19일 오후 7시 일본 오사카에 있는 스이타 시티 풋볼 스타디움에서 벌어진 AFC 챔피언스리그 G조 5라운드 감바 오사카와의 원정 경기에서 우사미 다카시가 찬 PK를 2개나 막아내는 맹활약 속에 팀을 2-1 승리를 이끌어냈으며 수원의 '마누엘 노이어'이라는 별칭이 나오기도 하였다. 국가대표로 오래 활약한 정성룡이 일본으로 떠난 올해부터는 명실상부한 주전이다
하지만, 계속되는 실수와 실점으로 인하여 양형모에게 주전 경쟁에 밀려 벤치 멤버로 전락되었으나, 9월 10일에 있었던 성남과의 원정 경기에서부터 다시 주전 자리를 잡았다.
그리고 그의 골킥능력은 프로선수가 맞는지 의문이 들정도로 부정확하며 무실점 경기가 손에 꼽을 정도의 선방력이다. 물론 현대 축구에서 실점 자체가 골키퍼한테만 있다고 할수는 없지만 경기 후반 막바지에 연이은 마치 역전패 같았던 동점골을 먹히는 악[惡]패턴에 영향력에 자유로울수는 없다. 여러모로 처음 주전으로써 보내는 이번 시즌에 좋은 모습은 보여주지 못했다라는 여론이 지배적이다.

### 2017 시즌
1월 11일 수원이 포항 스틸러스의 신화용을 영입하는 조건으로 포항으로 1년 임대 이적하였다. 13경기에 나서 25실점을 기록하였다.
2023 시즌에는 수원 FC로 이적하였다.

## 국가대표팀 경력
고려대학교 1학년 재학 시절 중국에서 개최한 2010 AFC U-19 챔피언십에 선발되어 활약했다. 다음 해 콜롬비아에서 펼쳐진 2011 FIFA U-20 월드컵에 출전하여 조별 예선을 3전 전승으로 올라온 강호 스페인을 16강에서 만나 무실점을 기록하였으나 승부차기에서 패배하여 탈락의 고배를 마셨다. 또한, 2014년 1월 오만에서 개최된 2013 AFC U-22 챔피언십에 출전해서 팀을 준결승으로 이끌었다. 2014 인천 아시아경기대회 남자축구 대표로 발탁되었지만 와일드카드로 뽑힌 김승규에게 밀려 16강 진출이 확정된 뒤 9월 21일에 열렸던 조별 예선 A조 3차전 라오스와 경기만 출장했다.

## 수상 내역

### 클럽
- 수원 삼성 블루윙즈
  - K리그 클래식 준우승 2회 (2014, 2015)
  - FA컵 우승 2회 (2016, 2019)

### 국가대표팀
- 제17회 인천 아시아경기대회 남자 축구 우승